# Brooke Palsson
Brooke Palsson (Winnipeg, 23 aprile 1993) è un'attrice canadese.
È nota soprattutto per aver partecipato alla serie tv Less Than Kind nel 2008, al film Keyhole nel 2011, al film Euphoria nel 2013 e al film The Colossal Failure of The Modern Relationship nel 2015. Nel 2011 ha vinto il Canadian Comedy Award per la miglior performance di donna in televisione per il suo lavoro in Less Than Kind. Il suo primo EP si intitola The Willow. Attualmente sta partecipando alla serie tv Between di Netflix nel ruolo di Melissa Day.

## Filmografia

### Cinema
- Halley's Comet, regia di Cecilia Araneda - cortometraggio (2006)
- Tentacoli di paura (Eye of the Beast), regia di Gary Yates (2007)
- Rusted Pyre, regia di Laurence Cohen - cortometraggio (2011)
- Keyhole, regia di Guy Maddin (2011)
- Elijah the Prophet, regia di Ashley Cooper - cortometraggio (2012)
- Molly Maxwell, regia di Sara St. Onge (2013)
- Euphoria, regia di Paula Kelly (2013)
- The Colossal Failure of the Modern Relationship, regia di Sergio Navarretta (2015)
- Polarized, regia di Shamim Sarif (2024)

### Televisione
- Colpo di Natale (Christmas Rush), regia di Charles Robert Carner – film TV (2002)
- Todd and the Book of Pure Evil – serie TV, episodio 2x04 (2011)
- Flashpoint – serie TV, episodio 5x01 (2012)
- Less Than Kind – serie TV, 39 episodi (2008-2013)
- Saving Hope – serie TV, episodio 2x01 (2013)
- Rookie Blue – serie TV, episodio 5x02 (2014)
- Between – serie TV, 6 episodi (2015)
- Orphan Black – serie TV, episodio 4x07 (2016)
- Lost & Found Music Studios – serie TV, episodi 2x04-2x09 (2016)
- La proposta perfetta (How to Find Forever), regia di John Bradshaw – film TV (2022)
- Workin' Moms – serie TV, 4 episodi (2022)
- The Kids in the Hall – serie TV, episodi 1x05-1x08 (2022)
- Bad Influence, regia di Bill Corcoran – film TV (2022)

## Doppiatrici italiane
Nelle versioni in italiano delle opere in cui ha recitato, Brooke Palsson è stata doppiata da:
- Giulia Franceschetti in Between
- Emanuela Damasio in Peccati fatali